# Pavage hexagonal tronqué
Le pavage hexagonal tronqué est, en géométrie, un pavage semi-régulier du plan euclidien, constitué de triangles équilatéraux et de dodécagones réguliers.